# مكبرية

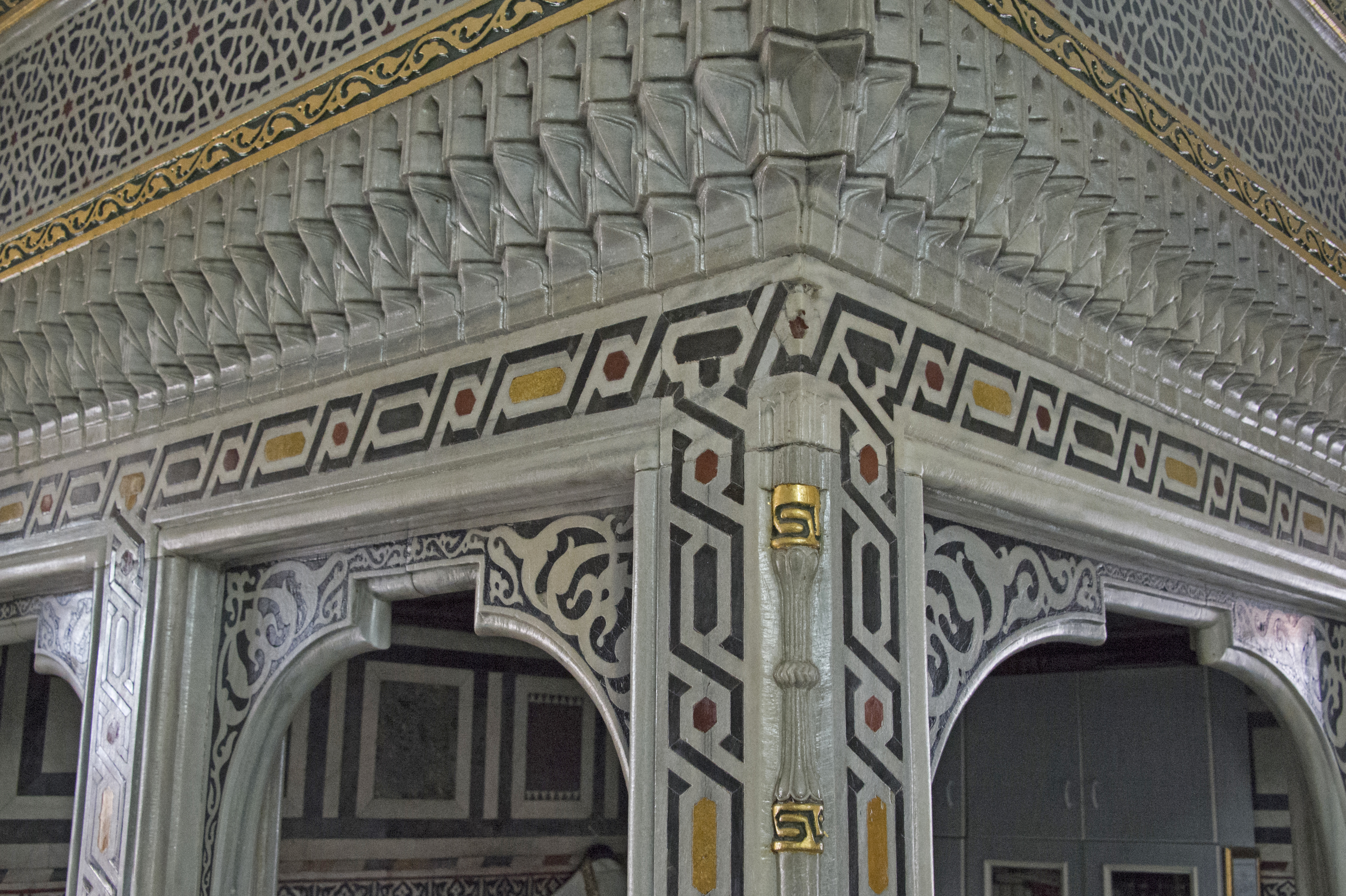
مكبرية بمسجد الراعي مصطفى باشا، تركيا

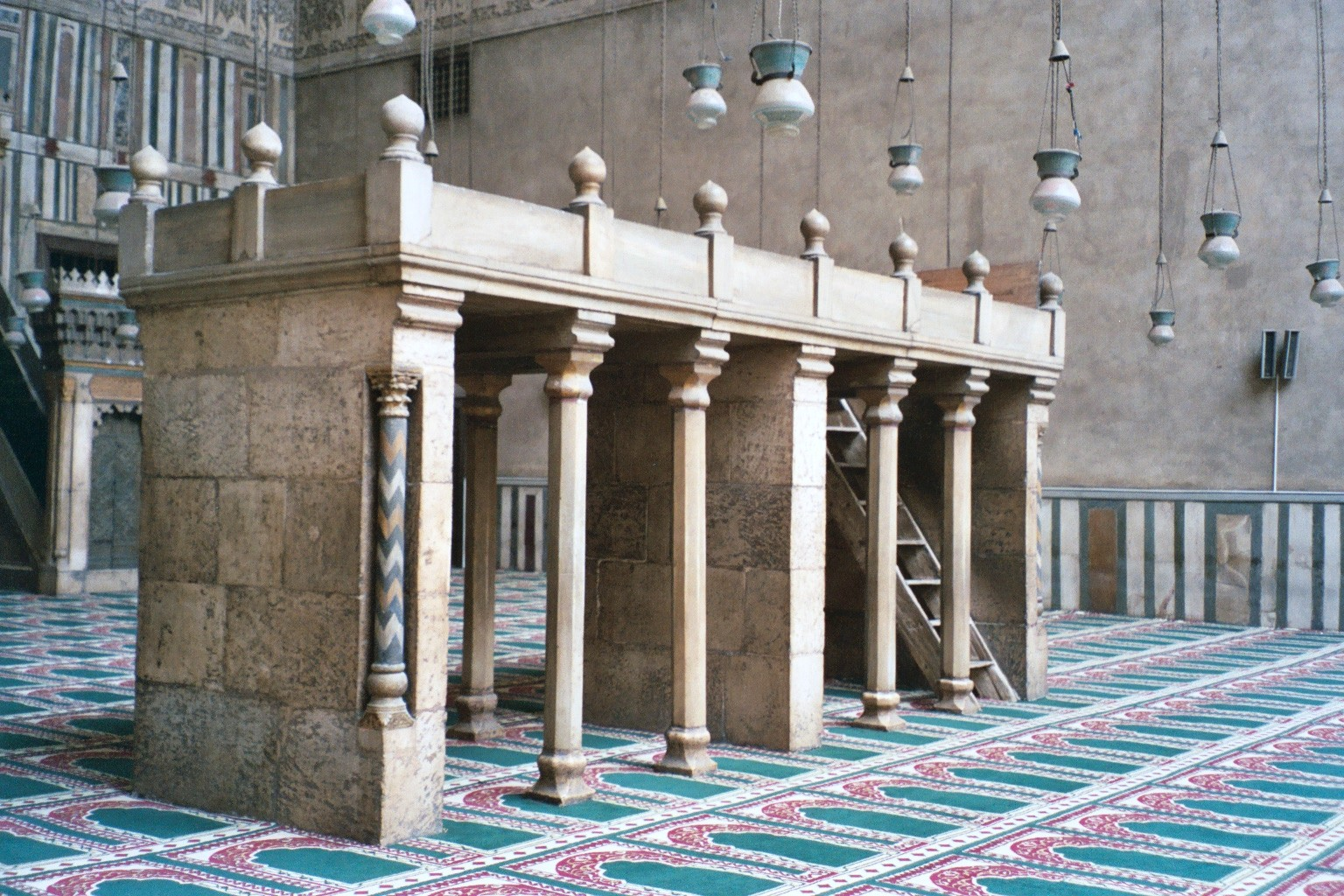
مكبرية في مسجد السطان حسين في القاهرة

المُكَبِّرِيَّة أو الدكة (بالتركية: müezzin mahfili)‏ مكان مرتفع في المساجد، حيث يرفع المؤذن الأذان فيها ويقيم الصلوات ويكرر المبلغ في الصلاة تلاوة الإمام التي تنطوي على الحركة في الصلاة بصوت أعلى ليسمعها المصلون.
تقع المكبرية عادة داخل المسجد بالقرب من المحراب، فيسهل على المبلغ نقل قراءة الإمام إلى المصلين. توجد المكبريات في مساجد الوطن العربي وفي الدول التي كانت واقعة تحت الحكم العثماني. ليست المكبرية صفة إلزامية في المسجد، لذلك ليس كل المساجد تحتوي مكبريات، وتستخدم المساجد الآن مكبرات الصوت لنقل صوت الإمام ليسمعه المصلون.
في المسجد الحرام والمسجد النبوي توجد مكبريات، إذ كان الأذان يرفع من أكثر من مئذنة قبل ظهور مكبرات الصوت، وبعد ظهور مكبرات الصوت وضعت المكبرات على المآذن وأقيمت مكبريات حيث يؤذن مؤذن واحد ويقيم الصلاة ويبلغ داخل المكبرية بدلًا من صعود أكثر من مؤذن على أكثر من مئذنة كما كان سابقًا.